# إعلان الطوارئ
إعلان الطوارئ (بالكورية: 비상선언)‏ هو فيلم أكشن كوري جنوبي من بطولة سونغ كانغ هو، جيون دو يون، لي بيونغ هونوكيم نام-جيل. الفيلم مأخوذ عن كارثة طيران حقيقية أعلنت فيها طائرة حالة تأهب قصوى وطالبت بالهبوط لغير المشروط. تم إصداره في كوريا الجنوبية في 3 أغسطس 2022.

## روابط خارجية
إعلان الطوارئ على موقع IMDb (الإنجليزية)
- إعلان الطوارئ على موقع روتن توميتوز (الإنجليزية)
- إعلان الطوارئ على موقع ألو سيني (الفرنسية)
- إعلان الطوارئ على موقع فيلمافينيتي (الإسبانية)
- إعلان الطوارئ على موقع قاعدة بيانات الفيلم (الإنجليزية)
- إعلان الطوارئ على موقع ليتربوكسد (الإنجليزية)
- إعلان الطوارئ على موقع كينوبويسك (الروسية)